# Dekanat zblewski
Dekanat Zblewo – jeden z 30 dekanatów w rzymskokatolickiej diecezji pelplińskiej.

## Parafie
W skład dekanatu wchodzi 8 parafii:
- parafia św. Anny – Borzechowo
- parafia Matki Bożej Nieustającej Pomocy – Kaliska
- parafia św. Jana Chrzciciela – Kleszczewo Kościerskie
- parafia św. Antoniego Padewskiego – Konarzyny
- parafia Najświętszego Serca Pana Jezusa – Piece
- parafia św. Elżbiety – Pinczyn
- parafia św. Marcina – Stara Kiszewa
- parafia św. Michała Archanioła – Zblewo

## Sąsiednie dekanaty
Brusy, Czersk, Kościerzyna, Skarszewy, Skórcz, Starogard Gdański.